# 沙尔克哈姆
沙尔克哈姆是德国巴伐利亚州的一个市镇。总面积22.70平方公里，总人口962人，其中男性516人，女性446人（2011年12月31日），人口密度42人/平方公里。